# Virtua Striker
Virtua Striker è un videogioco di calcio arcade pubblicato da SEGA nel 1994.
Il videogame fu realizzato sulla piattaforma Model 2 di SEGA e, al contrario di tanti altri giochi usciti sfruttando la stessa scheda madre, non fu convertito per la console casalinga SEGA del tempo, ossia il Saturn.
Virtua Striker diede inizio a una serie di quattro titoli principali (seguito da Virtua Striker 2, Virtua Striker 3, Virtua Striker 4), alcuni dei quali uscirono anche per console (Dreamcast e Gamecube) e furono sviluppati da Amusement Vision.
Il primo Virtua Striker rimase un'esclusiva delle sale giochi per tanti anni, fino a che non divenne disponibile per Xbox 360 e PS3 tramite Xbox Live Arcade e PlayStation Network; questa riedizione del gioco fu tuttavia limitata ai soli marketplace giapponesi.

## Modalità di gioco
Largamente ispirato ai Mondiali calcistici del 1994, il gioco prevede la scelta delle squadre partecipanti alla relativa manifestazione. Le partite totali del torneo mondiale sono 4 (ottavi, quarti, semifinale e finale); se si vince la finale usando solamente un credito, si avrà la possibilità di disputare lo special match contro la squadra "F.C. SEGA", nella quale competono i programmatori della serie.
Nonostante i modelli poligonali molto grezzi, si può notare un tentativo di riprodurre le fattezze dei calciatori coinvolti durante le partite (ad esempio, nella nazionale italiana saranno facilmente riconoscibili Franco Baresi e Roberto Baggio).
Lo schema di controllo prevede tre pulsanti, ai quali corrispondono più funzioni (in base all'eventuale possesso o meno del pallone): passaggio rasoterra, passaggio alto, tiro, tackle in scivolata, cross, colpo di testa.
La durata standard della partita è di 90": allo scadere del tempo regolamentare, il gioco concede ulteriori minuti di recupero («injury time»). Se il risultato è in parità, la sfida prosegue con i tempi supplementari (in cui vige il golden goal) e gli eventuali tiri di rigore: la squadra che gioca in casa batte per prima dal dischetto.

## Nazionali rappresentate
Nella prima versione erano presenti 18 squadre nazionali:
- Danimarca
- Inghilterra
- Francia
- Spagna
- Italia
- Nigeria

- Svezia
- Germania
- Paesi Bassi
- Bulgaria
- Arabia Saudita
- Corea del Sud

- Giappone
- Stati Uniti
- Messico
- Colombia
- Brasile
- Argentina